# عهد إيزابيل الثانية ملكة إسبانيا
يعتبر عهد إيزابيل الثانية والتي يطلق عليها اسم (ذات الأقدار الحزينة) هي فترة من التاريخ المعاصر في إسبانيا والتي تمتد ما بين فترة وفاة الملك فرناندو السابع سنة 1833 حتى الانتصار في الثورة المجيدة سنة 1868 التي أجبرت الملكة بالنفي خارج إسبانيا.

وقسمت فترة حكم إيزابيل الثانية إلى مرحلتين مهمتين:
- مرحلة الوصاية (1833-1843) وتلك أيضا تنقسم إلى مرحلتين:

- مرحلة وصاية أمها (1833-1840) والمدعومة من الليبراليين. فبعد وفاة فرناندو السابع يوم 29 سبتمبر 1833 قامت زوجته ماريا كريستينا دي بوربون بافتراض الوصاية على ابنتها إيزابيل الثانية، التي أصبحت ملكة فيما بعد، بدعم من قبل الليبراليين. مما أنشب صراعا مع شقيق زوجها كارلوس ماريا دي بوربون، الذي كان العرش محط أنظاره الدائم زاعما ذلك من القانون السالي الذي يعد هيكل القوانين العلمانية، والذي يعود اسمه إلى قبيلة فرانكوس ساليوس التي قامت بجمعه ونشره باللغة اللاتينية ما بين القرن الرابع والقرن الخامس. وقد أدى ذلك إلى نشوب الحرب الكارلية الأولى في إسبانيا.
- وصاية الجنرال بالروميرو اسبارتيرو (1840-1843).

- مرحلة الحكم الفعلية للملكة إيزابيل الثانية، حيث بدأ حكمها الفعلي بعد صدور بيان من الكورتيز سنة 1843، ورد فيه أن لها ان تحكم بعدما بلغت سن ال13 عاما.

ويمكن تقسيم فترة حكمها إلى الحقب التالية :
- 1844 - 1854 : العشرية المعتدلة.
- 1854 - 1856 : سنتا التقدميين.
- 1856 - 1863 : حكومة الاتحاد الليبرالي.
- 1863 - 1868 : الأزمة الأخيرة من عهد إيزابيل الثانية.

ومن الملاحظ أنه خلال فترة حكم الملكة إيزابيل الثانية شهدت إسبانيا تقدما بفضل وجود العديد من خطوط السكك الحديدية، والتي تعتبر الأولى من نوعها في الجزيرة والتي كان من شأنها الربط ما بين ماتارو وبرشلونة. وكذلك تم إنشاء سكة حديدية أخرى والتي ساهمت في زيادة ثروات الطبقة الحاكمة، كما هو الحال بالنسبة لوالدة إيزابيل الثانية ماريا كريستينا دي بوربون.
كذلك قامت إيزابيل الثانية بإعادة فتح الجامعات التي تم إغلاقها في عهد والدها، ولكن البرنامج التعليمي في عهدها كان كئيبا أيضا. حيث أنه في عام 1855 كان في إسبانيا 6000 بلدة خالية من المدارس، وفي عام 1858 كان هنالك 53 مدرسة ثانوية فقط تحتوي على 10000 طالبا (وهذا العدد أقل بخمسة أضعاف مما هو الحال عليه في فرنسا، أي ما يقارب نصف الشعب)، وكذلك كان هنالك فقط 6104 طالبا في الجامعات الأسبانية العشرة (جامعات أوفييدو وسلامنكا كانت تحتوي على 100 طالبا في كليّاتها الأربعة).
في عام 1834، في بدايات عهد الملكة إيزابيل الثانية لم تكن البحرية الإسبانية التابعة للقوات المسلحة الأسبانية موجودة، بل كانت تتكون فقط من 3 سفن غير مجدية، 5 فرقاطات قديمة و20 وحدة مساندة.
وفي عام 1861، انضمت جمهورية الدومينيكان إلى إسبانيا مما أدى إلى نشوء سلسلة من الصراعات والتي كان لها الأثر الكبير على الكيان الأسباني، مما دعا الملكة إيزابيل الثانية إلى إلغاء معاهدة الانضمام في عام 1865. وقد أبقت إسبانيا سيطرتها على عدة مناطق مثل: كوبا، بورتوريكو في البحر الكاريبي، الفلبين، جزر الكارولين وجزر الماريانا في آسيا. وقد توفيت الملكة إيزابيل في باريس في عام 1904 ودفنت في متحف الإسكوريال مقابل جثمان زوجها.

## وصاية ماريا كريستينا وإسبارتيرو على العرش
بدأت وصاية ماريا كريستينا دي باربون على العرش بالحرب الأهلية التي نجمت عن صراعات متعاقبة بين مناصري إيزابيل الثانية المستقبلية أو «الإيزابيليون» (أو «الكريستينيون» على اسم الوصية على العرش) ومناصري كارلوس ماريا إيزيدرو أو (الكارليون). كان فرانسيسكو سيا بيرموديز، الذي كان قريبًا بشدة من الأطروحات المطلقة لفيرديناند السابع الراحل، أول رئيس لمجلس الوزراء. فرض غياب المكاسب الليبرالية الرحيل على سيا وقدوم مارتينيز دي لا روسا، الذي أقنع الوصي على العرش بسن القانون الملكي في عام 1834، وهو ميثاق متفق عليه لم يعترف بالسيادة الوطنية، الأمر الذي مثل خطوة إلى الوراء بالمقارنة مع دستور إسبانيا لعام 1812 الذي أقره فيرديناند السابع.
وصل الليبراليون التقدميون إلى السلطة في صيف عام 1835 مع فشل المحافظين أو الليبراليين «المعتدلين». كان خوان ألفاريز مينديزابال الشخصية الأبرز في تلك الفترة، وهو سياسي ومتمول يتمتع بهيبة كبيرة مأسس «المجلس العسكري الثوري» الذي برز خلال الثورات الليبرالية في ذلك الصيف وباشر بًاصلاحات سياسية واقتصادية عديدة، بما في ذلك مصادرة الملكيات التابعة للتشكيلات النظامية للكنيسة الكاثوليكية. في ظل الحكومة التقدمية الثانية التي ترأسها خوزيه ماريا كالاترافا ومع وجود مينديزابال كرجل قوي في وزارة الخزينة، أُقر الدستور الجديد لعام 1837 في محاولة للدمج بين روح دستور إسبانيا وتحقيق إجماع بين حزبين ليبراليين رئيسيين، الليبراليين المعتدلين والليبراليين التقدميين.
تسببت الحروب الكارلية بمشكلات سياسية واقتصادية كبيرة. أرغمت المعارك ضد جيش الكارلي توماس دي زومالاكاريغوي، الذي كان في صفوف الجيش منذ عام 1833، الوصية على العرش على وضع ثقة كبيرة في الجيش المسيحي، الذي ذاع صيته بشكل كبير بين السكان. وضمن صفوف الجيش كان الجنرال إسبارتيرو الذي كان مسؤولًا عن توثيق النصر النهائي في اتفاقية أونيت، التي عُرفت بشكل أكثر شيوعًا باتفاقية فيرغارا.
في عام 1840، ومع إدراكها لضعفها، حاولت ماريا كريستينا التوصل إلى اتفاقية مع إسبارتيرو، إلا أنه انحاز إلى جانب التقدميين حين اندلعت «ثورة عام 1840» في مدريد في 1 سبتمبر. وبعد ذلك أُرغمت ماريا كريستينا غلى مغادرة إسبانيا وترك عرشها بين يدي إسبارتيرو في 12 أكتوبر 1840.
خلال وصاية إسبارتيرو على العرش، لم يعرف الجنرال كيف يحيط نفسه بالروح الليبرالية التي أوصلته إلى السلطة، وفضل توكيل المسائل الأهم والأسمى إلى ضباط في الجيش يشبهونه في التفكير وعُرفوا بالأياكوكوس بسبب اعتقاد خاطئ بأن إسبارتيرو قد شارك معركة أياكوكو. في الحقيقة، اتهم الجنرال إسبارتيرو بممارسة الوصاية على العرش بشكل دكتاتوري.
من جانبهم، لم يوقف نارفايز والمحافظون الذين مثّلهم ليوبولدوأودونيل إصدار أحكامهم. في عام 1843، ازداد التدهور السياسي سوءًا إلى درجة أن الليبراليين الذين كانوا قد دعموه قبل ثلاثة أعوام تآمروا ضده.وفي 11 يونيو من عام 1843 كانت ثورة المعتدلين قد نالت دعمًا أيضًا من رجال إسبارتيرو الموثوقين، مثل خواكين ماريا لوبيز وسالوستيانو أولوزاغا، والتي أرغمت الجنرال على تسليم السلطة والتوجه إلى المنفى في لندن.

## العهد الفعلي لإيزابيل الثانية
مع سقوط إسبارتيرو، باتت الطبقة السياسية والعسكرية ككل مقتنعة بوجوب عدم المناداة بوصاية جديدة على العرش، وأنه ينبغي الاعتراف بأكثرية الملكة، بالرغم من حقيقة أن إيزابيلا لم تكن تبلغ من العمر سوى 12 عامًا. وهكذا بدأ العهد الفعلي لإيزابيلا الثانية (1843-1868)، التي كانت فترة تتسم بالتعقيد، ولم تمر دون تقلبات، التي وسمت بقية الوضع السياسي في إسبانيا في القرن التاسع عشر ومدة من القرن العشرين.
خلق إعلان وصول إيزابيلا الثانية سن البلوغ و«حادثة أولوزاغا» فراغًا سياسيًا. أعاد البرلمان التقدمي «الراديكالي» خواكين ماريا لوبيز إلى منصبه كرئيس للحكومة في 23 يوليو، ومن أجل التخلص من مجلس الشيوخ، حيث امتلك «الإسبارتيرويين» أكثرية، حل لوبيز المجلس ودعا إلى انتخابات لتجديده كليًا – الأمر الذي شكل خرقًا للمادة 19 من الدستور، التي لم تكن تتيح تجديده سوى بنسبة الثلث. وعين أيضًا مجلسًا للمدينة ووفدًا لمدريد –وكان ذلك أيضًا خرقًا للدستور- لمنع «الإسبارتاكوسيين» من السيطرة على كلا المجلسين في الانتخابات، برر لوبيز ذلك بما يلي: «حين نقاتل من أجل وجودنا، مبدأ المحافظة هو المبدأ الذي يعلو على الجميع: يفعل المرء ما يفعله مع إنسان مريض بُتر عضو من أعضائه لإبقائه على قيد الحياة».
في سبتمبر من عام 1843 جرت انتخابات برلمانية شكل فيها المعتدلون والتقدميون تحالفًا سُمي باسم «الحزب البرلماني»، إلا أن المعتدلين فازوا بمقاعد أكبر من مقاعد التقدميين، الذين كانوا ينقسمون أيضًا بين «معتدلين» و«راديكاليين» وبذلك افتقدوا لقيادة موحدة. وافق البرلمان على أن إيزابيلا ستبلغ السن المطلوب حالما تبلغ عمر 13 في الشهر التالي. في 10 نوفمبر من عام 1843 أقسمت على دستور عام 1837 وبعد ذلك، وبصورة تتماشى مع التقليد الدستوري، استقالت حكومة خوزيه ماريا لوبيز. أوكلت مهمة تشكيل الحكومة إلى سالوستيانو دي أولوغازا، زعيم الفصيل «المعتدل» من التقدميين. وكان قد اختير من قبل الملكة لكونه قد توصل إلى اتفاق مع ماريا كريستينا على عودته من المنفى.
أولى الانتكاسات التي تعرضت لها الحكومة الجديدة كانت هزيمة مرشحها لترأس مجلس النواب، رئيس الوزراء الأسبق خواكين ماريا لوبيز، من قبل مرشح حزب المعتدلين بيدرو خوزيه بيدال، الذي لم ينل أصوات حزبه فحسب بل أيضًا أصوات الفصيل «الراديكالي» من التقدميين الذي كان يترأسه في تلك الآونة باسكوال مادوز وفيرمين كاباييرو، الذين انضم إليهما «المعتدل» مانويل كورتينا. ومع حدوث مشكلة ثانية، أي تطبيق القانون على مجالس البلدات، توجه أولوزاغا بنداء إلى الملكة لحل البرلمان والدعوة إلى انتخابات جديدة تؤمن له برلمانًا داعمًا، بدلًا من تقديم استقالته لأنه كان قد خسر ثقة البرلمانيين. في تلك الآونة وقعت «حادثة أولوزاغا»، التي شكلت صدمة للحياة السياسية مع اتهام المعتدلين لرئيس الحكومة بإرغام الملكة على توقيع مراسيم حل البرلمان وإلغائه. على الرغم من ادعائه بأنه بريء، لم يكن لدى أولوزاغا من خيار سوى بأن يقدم استقالته وشغل منصب الرئيس الجديد المعتدل لويس غونزاليز برافو، الذي دعا إلى انتخابات تقام في يناير من عام 1844 بعد اتفاق مع التقدميين، بالرغم من حقيقة أن الحكومة كانت قد وصلت لتوها إلى السلطة وأعادت سريان قانون عام 1840 في مجالس البلدات، الأمر الذي مهد لقيام «ثورات عام 1840» التقدمية التي أنهت وصاية ماريا كريستينا دي باربون على العرش وتولي الجنرال إسبارتيرو للسلطة.
وفي ما يتعلق ب«حادثة أولوزاغا»، اقترح الرئيس الجديد لمجلس الوزراء، غونزاليز برافو، الذي تولى منصبه في 1 ديسمبر، مناقشتها في المجلس. وخلال الجلسات أثبت أولوزاغا زيف الاتهامات، إلا أن الأغلبية البرلمانية التي تمتع بها المعتدلون بعد الانتخابات أتاحت له بأن يفوز بالتصويت، وغادر أولوزاغا إلى إنجلترا، ليس بسبب إبعاد صدر بحقه بقدر ما هو نتيجة خشيته على حياته، التي كانت في خطر في مدريد. في بعض أنحاء البلاد، كان ينظر بريبة إلى الاتجاه السياسي الذي كانت المملكة تسلكه، الأمر الذي أفضى إلا اندلاع تمردات، كتمرد بون الذي قاده بانتاليون بون، والذي سيطر على مدينة أليكانتي لما يزيد عن 40 يومًا بهدف أن تمتد ثورته إلى مدن أخرى.